# جويس الجميل
جويس الجميل (Joyce Tyan) هي زوجة الرئيس اللبناني السابق أمين الجميل منذ (1967) والسيدة الأولى للبنان (1982-1988) ، ووالدة النائب ووزير الصناعة الراحل بيار أمين الجميل، والنائب سامي الجميل.

## الحياة الشخصية
تزوجت جويس تيان من أمين الجميل في عام 1967، وأنجبا ثلاثة أولاد: بيار، سامي ونيكول. كانت السيدة الأولى للبنان (1982-1988) خلال فترة رئاسة زوجها.